# Chris Critelli
Christine Critelli, detta Chris (St. Catharines, 5 dicembre 1956), è un'ex cestista canadese.

## Carriera
Con il Canada ha disputato i Giochi olimpici di Montréal 1976 e due edizioni dei Campionati mondiali (1975, 1979).